# Cabo Chignecto

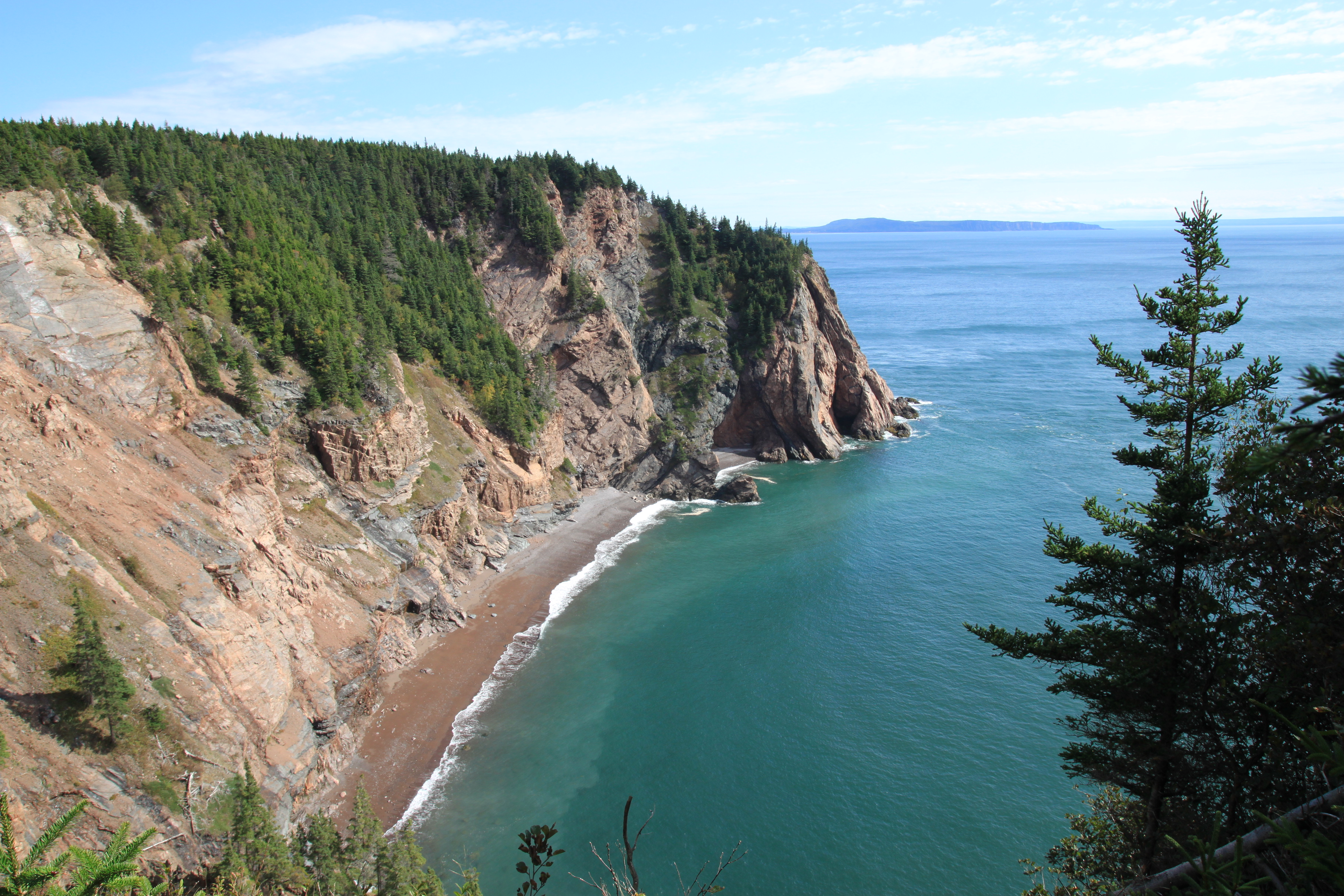
Acantilados de la costa de la zona de Cape Chignecto.

El cabo Chignecto (del inglés: Cape Chignecto) es un cabo de la costa atlántica de Canadá que se encuentra en aguas de la bahía de Fundy, en el extremo occidental del condado de Cumberland  de la provincia de Nueva Escocia y es el límite occidental de las montañas Cobequid, una cadena montañosa que forma parte baja de la montes Apalaches y que se extiende por la parte norte de la península de Nueva Escocia.
El cabo divide la bahía de Fundy en la bahía Chignecto, al norte, y el canal Minas, que conduce a la cuenca de Minas, al este. Desde 1998, el cabo se encuentra dentro del Parque Provincial del cabo Chignecto (Cape Chignecto Provincial Park), el mayor parque provincial de la provincia y una reserva de vida silvestre de renombre. El cabo tiene una topografía accidentada, con los acantilados más altos de la península de Nueva Escocia.